# جيمي ماكورميك (لاعب كرة قدم)
جيمي ماكورميك (بالإنجليزية: Jimmy McCormick)‏ (28 أبريل 1883 في المملكة المتحدة - 28 يناير 1935 بكيمبيرلي في المملكة المتحدة) هو لاعب كرة قدم بريطاني (وحمل سابقاً جنسية المملكة المتحدة لبريطانيا العظمى وأيرلندا) في مركز نصف الجناح. لعب مع شيفيلد يونايتد ونادي بليموث أرجايل.